# Łukasz Grzeszczuk
Łukasz Grzeszczuk (né le 3 mars 1990 à Varsovie) est un athlète polonais, spécialiste du lancer du javelot. 

## Biographie
En mai 2013, à Białystok, Łukasz Grzeszczuk porte son record personnel à 83,98 m.

## Palmarès
| Date | Compétition                       | Lieu      | Résultat | Marque  |
| ---- | --------------------------------- | --------- | -------- | ------- |
| 2009 | Championnats d'Europe juniors     | Novi Sad  | 3e       | 73,55 m |
| 2011 | Championnats d'Europe espoirs     | Ostrava   | 5e       | 79,02 m |
| 2013 | Championnats d'Europe par équipes | Gateshead | 5e       | 78,35 m |
| 2013 | Jeux de la Francophonie           | Nice      | 1er      | 78,62 m |

## Records
| Épreuve           | Performance | Lieu | Date        |
| ----------------- | ----------- | ---- | ----------- |
| Lancer du javelot | 84,77 m     | Riga | 29 mai 2014 |